# Phaius tonkinensis
Phaius tonkinensis är en orkidéart som först beskrevs av Leonid Vladimirovitj Averjanov, och fick sitt nu gällande namn av Leonid Vladimirovitj Averjanov. Phaius tonkinensis ingår i släktet Phaius och familjen orkidéer.
Artens utbredningsområde är Vietnam. Inga underarter finns listade i Catalogue of Life.